# Marcel Hocquaux
Marcel Hocquaux est un coureur cycliste français, né le 5 avril 1936 à Basse-sur-le-Rupt dans les Vosges et mort le 22 juin 2014 à Charleville-sous-Bois, en Moselle. Spécialisé dans les courses sur route, notamment à étapes, il fut une des figures emblématiques du cyclisme lorrain dans les années 1960.

## Biographie
Marcel Hocquaux a remporté la course à étapes des Dernières Nouvelles d'Alsace et est devenu champion de Franche-Comté en 1958.
En 1960, Marcel Hocquaux survole le Circuit des mines. Il porte le maillot blanc de leader de bout en bout, en s'adjugeant les deux premières étapes en ligne, puis la troisième lors du contre la montre par équipes avec ses coéquipiers de l'ASPTT-Metz. Seule lui échappera la dernière étape remportée par Désiré Imbernon. Son avance sur le second à l'issue de la compétition s'élève à 6 minutes.
Il sera tout près de renouveler l'exploit en 1962 et 1963. Malheureusement, il échouera tout près, 2e en 1962 derrière Guido Anzile, 3e en 1963 derrière l'Italien Elio Gerussi et l'Allemand Burkhard Ebert.
Sur le Tour de Champagne 1961, dès les premiers kilomètres d'une étape qui en compte 270, il prend seul la tête au cours d'une échappée qui comptera jusqu'à 20 minutes d'avance sur un peloton dans lequel figurent Jean Stablinski, André Darrigade ou encore Louis Rostollan. Il lui sera décerné le prix de l'exploit sportif de la journée !
La même année, il remporte une étape de la Route de France. Mais également le Tour du Jura l'année suivante (1962) ainsi que les Trois Journées Paul Chocque.
Grâce à sa victoire dans l'étape clé du Circuit des Ardennes, il remporte le classement général de l'édition de 1963. « Enfin ! » dira-t-il, « car je tournais autour depuis un bout de temps. Seul André Geneste m'avait devancé, pour 5", en 1960 et, piégé d'entrée un an plus tard, je m'étais consolé avec un double succès d'étape ! Les Ardennes, à l'époque, c'était une sacrée perf ! ».
Ses principaux clubs : ASPTT Metz (1960), Peugeot BP Englebert (1963), Messina (1967), Il fut également dirigeant au sein de l'ASPTT Metz.
Jusqu'en 2012, il n'était pas rare de croiser Marcel Hocquaux, qui sillonnait quotidiennement, toujours sur son vélo, les routes du canton de Vigy. L'ancien facteur s'est éteint à l'âge de 78 ans.
La première édition de la course cycliste "Gentlemen Marcel Hocquaux" aura lieu le 13 septembre 2015 en son hommage. Il s'agit d'un contre la montre de 25 km par équipe de deux sur un tracé Vigy - Bettelainville - Saint-Hubert - Vigy 

## Palmarès
| - 1954 - 3e du championnat de Lorraine - 1956 - 3e du Critérium du Printemps - 1958 - Champion de Franche-Comté - 3e du Circuit des Mines - 1960 - Circuit des Mines : - Classement général - 1re, 2e et 3e (contre-la-montre par équipes) étapes - 2e du Circuit des Ardennes - 1961 - 8ea étape de la Route de France - 3e du championnat de Lorraine indépendants - 1962 - Tour du Jura - Trois Journées Paul Chocque : - Classement général - 1re épreuve - 2e du Circuit des Mines | - 1963 - Circuit des Ardennes : - Classement général - 2e étape - 3e du Circuit des Mines - 1964 - 2e du Critérium du Printemps - 1965 - 2e du Tour de la Haute-Marne - 1967 - 3e étape du Circuit des Mines |  |